# Corona (sör)
A Corona egy világszerte már mintegy 150 országban forgalmazott mexikói sör. A gyártó adatai szerint ez az ország legnagyobb mennyiségben eladott söre, a legnagyobb mennyiségben importált sör az Amerikai Egyesült Államokban, a világ első számú mexikói söre, az összes sörfogyasztást tekintve pedig 4. a világranglistán. Spanyolországban Coronita néven forgalmazzák, mivel ott egy neves helyi borászat, a Bodegas Torres már 1907 óta birtokolja a Coronas név jogát.

## Összetevői
A Corona a következő összetevőket tartalmazza: víz, árpamaláta, rizs és/vagy kukorica, komló, sörélesztő, C-vitamin (antioxidánsként) és propilén-glikol (stabilizátor). Alkoholtartalma 4,5-4,6%, szárazanyagtartalma 11,3%. 100 ml-jében 0,32 g fehérje és 4 g szénhidrát található (zsír 0 g), így energiatartalma 176 kJ (42 kcal).

## Története
A Corona születése 1925-re tehető, ekkor kezdte gyártani a Grupo Modelo, Mexikó legnagyobb sörfőző vállalata. 1926-ban felvetődött az ötlet, hogy sötét színű üvegben kellene forgalmazni, de ezt a lehetőséget rögtön elvetették, azóta is színtelen üvegben kapható. 1928-ban jelent meg az első „Corona” neonreklám, méghozzá Mexikóváros belvárosában. 1935-re máris az ország legnagyobb mennyiségben eladott sörévé vált, bár ebben az időben még nem volt annyira elterjedt a sörfogyasztás Mexikóban, jelentős „vetélytársnak” számított például a pulque. 1940-ben jelent meg az első olyan üveg, ahol nem papírcímkét alkalmaztak, hanem közvetlenül az üvegre nyomtatott feliratot. Az 1944-es év érdekessége volt, hogy az ismert művész, Catalaño W, olyan naptárakat és vendéglői tárgyakat készített, melyeken többek között a Corona képe is szerepelt.
Az 1950-es évektől egy népszerű rádiós szappanopera (¡Ahí viene Martín Corona!) támogatásával és koncertturnék segítségével is kezdték reklámozni a terméket, majd 1954-ben iskolát is alapítottak a sörgyári dolgozók gyermekeinek: az Escuela Modelót a Grupo Modelo alapítója és akkor vezérigazgatója, Pablo Diez nyitotta meg ünnepélyesen egy Coronás üveg széttörésével. 1955-től a sport támogatásába is beszálltak: ekkor a Diablos Rojos stadionját a Corona segítségével építették fel. 1964-ben jelent meg a „családi” méretű üveg (ezt a mexikóiak úgy nevezik, hogy caguama), 3 évvel később pedig a sör csapolt változata is megszületett.
1970-től kezdve használják reklámjaikban Mexikó természeti szépségeit. 1976-ban kezdték exportálni a Coronát az USA-ba, tíz évvel később már akkora sikere lett arrafelé, hogy például New Yorkban és Denverben feketepiacokat létesítettek árusítására és spekuláltak az árával. 1989-ben jelent meg a „light” változat, 1997-ben pedig a statisztikák már azt mutatták ki, hogy a Corona vált az USA kedvenc import sörévé. Innentől kezdve különféle reklámkampányok indítása jelent eseményeket a sör történetében.
2017 szeptemberében Mexikó tiszteletére a sör neve ideiglenesen México Extrára változott, az új néven 30 millió dobozt hoztak forgalomba.